# Hülsbergbach
Der Hülsbergbach ist ein 2,9 km langer, linksseitiger Zufluss der Ruhr (GEWKZ 2769132) im Ortsteil Vorhalle von Hagen. 

## Geographie

### Verlauf
Der Hülsbergbach, entspringt als Hegtbach  nordwestlich von Geweke, unterquert dann die Bundesautobahn 1, durchquert danach das gleichnamige Landschaftsschutzgebiet Hülsbergbach und mündet schließlich unterhalb des Harkortsees in den alten Arm der Ruhr.

### Zuflüsse
- Süßenbergbach (links), 2,1 km
- Hülsbergbach[3] (rechts)